# Bródy-Maróti Dóra
Bródy-Maróti Dóra vagy Bródy-Maróti Dorottya, született: Rintel Dorottya Leopoldina (Budapest, Józsefváros, 1899. október 17. – Budapest, 1985. október 30.) magyar könyvillusztrátor, könyvtervező, grafikus, keramikus. 

## Családja
Édesapja Maróti Géza szobrász, férje Bródy László hírlapkiadó, fia Bródy András közgazdász, unokája Bródy János zenész. Apai nagyszülei Maróti (1905-ig Rintel) Lipót (1842–1927) és Weinberger Berta (1853–1920), anyai nagyszülei Fritz Mihály és Gugl Leopoldina voltak.

## Életútja
Legelőször édesapjától, Maróti Géza szobrásztól tanult magánúton rajzolni. 1905-ben változtatták családi nevüket Rintelről Marótira. Belsőépítészi oklevelét az Atelier műhelyiskolában szerezte. 1930 és 1949 között a Hungária Hírlapnyomda Rt.-nek volt a művészeti vezetője, lektorálta az ifjúsági kiadványokat. (Férje, Bródy László ugyanennek a cégnek volt a vezérigazgatója.) A Kner családdal jó kapcsolatban állt. 400 pengő honoráriumot ajánlott fel az akkoriban rossz körülmények között élő Radnóti Miklósnak versei kiadásáért, amit a költő először nem akart elfogadni, így végül 300-ban állapodtak meg. A második világháborút követően követően a vállalatát államosították. 1949-től a Tankönyvkiadónál műszaki szerkesztő volt, később külkereskedelmi folyóiratoknál, majd a Művelt Nép c. hetilapnál dolgozott mint képszerkesztő. 1953-tól a Kereskedelmi Szakkönyv- és Lapkiadó munkatársa volt, 1954 novemberében a Magvető Könyvkiadónál helyezkedett el, mint műszaki szerkesztő. 1956-ban férjével Angliába vándorolt ki, miután megözvegyült, 1961-ben hazaköltözött. 1961-től 1963-ig az Akadémiai Kiadónak volt a műszaki szerkesztője, utána a Móra Könyvkiadó főszerkesztője lett, a képszerkesztőséget is vezette 1972-ben történt nyugdíjazásáig. Munkásságát az Iparművészeti Társulat díjjal ismerte el a jubileumi kiállításán. Unokája, Bródy János sok időt töltött nála gyermekkorában, nagymamaként igyekezett őt a művészetek felé terelni, s világnézetét formálni.

## Emlékezete
A Farkasréti temetőben nyugszik férjével egy sírban (1. parcella 1-339).

## Díjai, elismerései
- Pro Arte-díj (1949)
- Tótfalusi Kis Miklós-díj (1985)